# Песковатка (село, Тамбовская область)
Пескова́тка — село в Петровском муниципальном округе Тамбовской области России. До 2023 года входило в Крутовский сельсовет Петровского муниципального района.

## География
Село расположено на юго-западе Петровского района Тамбовской области по берегам речки Песковатки, от которой получило название, и на правом берегу реки Матыры, в 18,5 км по автодорогам к югу от районного центра, села Петровское. В 7 км к северо-западу от села находится одноимённая станция Юго-Восточной железной дороги.

## История

### Дореволюционная история села
В начале XVII века территория Поматырья, на которой впоследствии возникло село Песковатка, относилась к Лебедянскому уезду и в документах 1620-х годов значилась за московскими дворянами Б. К., С. М. и С. С. Вельяминовыми. С 1640-х годов эти земли охранялись от набегов кочевников служилыми людьми городов-крепостей Козлова, Лебедяни, Доброго и Сокольска (ныне — микрорайон Сокол города Липецка), и впоследствии были отказаны правительством козловцам и соколянам в качестве земельного жалования («дач»). 
Село Песковатка было основано служилыми людьми города Сокольска в 1697 году. В первой половине XVIII века население Песковатки составляли потомки служилых людей — однодворцы. После податной реформы Петра I (замена подворного налога на подушевой) хозяйства некоторых однодворцев пришли в упадок, и они начали распродавать отцовскую и дедовскую землю состоятельным лицам. Так наряду с однодворческими дачами в Песковатке появились владения помещиков - Черновых, Парамзиных, Вельяминовых, Чернышовых и пр.
В соответствии с областной реформой Петра I 1708—1719 годов с начала XVIII века село входило в состав Сокольского уезда Шацкой провинции Азовской (с 1725 года — Воронежской) губернии. После административной реформы Екатерины II, в 1779—1796 годах село находилось в составе Липецкого уезда Тамбовского наместничества, а с 1796 года — в Липецком уезде Тамбовской губернии.
В 1757 году старанием прихожан в Песковатке был построен деревянный храм во имя святых бессребренников и чудотворцев Космы и Дамиана. В 1829 году он сгорел, а в 1831 году на его месте построен каменный храм во имя Космы и Дамиана с приделом во имя св. Николая Чудотворца. В этом храме в начале XX века имелась особо чтимая икона Скорбящей Божьей Матери, привезенная с Афона. 
Согласно Экономическим примечаниям к Планам генерального межевания 1782 года, "село Песковатка с деревней Кочетовкой Конона Андреевна сына Чернова, Саввы Федорова сына Саликова, Герасима Иевлева сына Рахманинова, Алексея Алексеева сына Зайцева, Прасковьи Максимовой дочери Перелыгиной, Афанасия Иванова сына Муравьева, Петра Филатова сына Парамзина и того села и деревни однодворцев" насчитывали 137 дворов, в которых проживали 272 человека мужского пола и 280 женского. В экономическом примечании сообщалось: "Село на левой стороне речки Песковатки и по обе стороны реки Матыры, Безымянного залива и большой дороги из г. Усмани в г. Козлов. Церковь во имя бессребренников Косьмы и Дамиана и два дома господских деревянные, на реке пруд и мучная мельница о трех поставах".
В Экономических примечаниях к атласу Липецкого уезда Тамбовской губернии, составленных после 7-й ревизии (1816 год), сообщается, что «село реки Матыры… по обе стороны, при заливе Безымянном и при Большой дороге, лежащей из города Усмани в город Тамбов и в Козлов, церковь деревянная во имя святых бессребреников Косьмы и Дамиана, два дома господских деревянные. При селе на реке Матыре мучная мельница о 3-х поставах. Действие имеет во все время кроме полой воды».
В 1862 году в казённом селе Песковатка 2-го стана Липецкого уезда Тамбовской губернии, находившемся на тракте из Козлова в Воронеж, было 188 дворов и 1589 жителей (764 мужчины и 825 женщин), православная церковь. Здесь находилась становая квартира, проводились базары и две ярмарки. С 1861 года до начала 1870-х годов Песковатка была волостным центром, но затем была включена в состав в Большеизбердеевской волости.
По данным начала 1883 года в селе Песковатка Большеизбердеевской волости Липецкого уезда проживало 2124 бывших государственных крестьянина в 311 домохозяйствах и 21 полный собственник в 3 домохозяйствах (всего 1073 мужчины и 1072 женщины). Селу принадлежало 4035,1 десятины удобной надельной земли и 218,1 — неудобной, также 8 хозяйств арендовали 15,5 десятины пашни. 53 домохозяйства сдавали весь надел, а 34 — часть надела. В селе было 597 лошадей, 546 голов КРС, 4488 овец и 177 свиней, также 10 хозяйств держали 223 колоды пчёл. Имелось 13 промышленных, 5 питейных и 4 торговых заведения. Было 75 грамотных и 63 учащихся.
По сведениям 1888 года к селу также относились имения дворянина А. П. Микрюкова (112 десятин, большей частью пахотной) и крестьянина З. С. Иванникова (120 десятин, большей частью пахотной).
По переписи 1897 года — 2538 жителей (1233 мужчины, 1305 женщин), все православные.
С 1883 года в селе действовал фельдшерский пункт, преобразованный в 1901 году в земскую больницу. На площади перед церковью еженедельно по средам собирался базар. В 1753 году на средства помещиков Л. В. и М. С. Вельяминовых в селе на реке Матыре была возведена водяная мукомольная мельница, действовавшая до 1970-х годов. К концу XIX века она вошла в число крупных промышленных объектов Липецкого уезда. В 1897 году мельница и бакалея липецких купцов братьев Сидоровых в Песковатке были упомянуты в Адрес-календаре «Вся Россия». В декабре 1917 года торгово-промышленные заведения Сидоровых были национализированы и переданы в ведение Песковатского сельского совета.
В 1911 году в селе было 379 дворов великороссов-земледельцев, проживало 2625 человек (1330 мужчин и 1295 женщин). Имелась земская двухклассная мужская и церковно-приходская одноклассная женская школы. В штате церкви состояли два священника, дьякон и два псаломщика, ей принадлежало 60 десятин полевой и 2 десятины усадебной земли в нескольких участках. В 1914 году — 3655 жителей (1812 мужчин, 1843 женщины), две школы, больница и кредитное товарищество.

### История Песковатки в советский период
В 1918 году власть в селе перешла к Песковатскому сельскому совету, который находился в подчинении Большеизбердеевского волостного исполкома, а тот, в свою очередь — Липецкого уездного исполкома.
В 1921 году песковатские коммунисты и комсомольцы во исполнение ленинского кооперативного плана организовали сельскохозяйственную артель «Энергия» на территории национализированной экономии купца Н. И. Сидорова. Вскоре они переселились на земли артели и основали одноимённую деревню, просуществовавшую до 1970-х гг. В 1926 г. артель была преобразована в товарищество им. Фрунзе по совместной обработке земли, объединившее более полусотни жителей села Песковатка и деревни Энергия. Товарищество имело три трактора марки «Фордзон» и другую технику. На машинах работали песковатские трактористы — Зацепин Иван Николаевич, Кобзев Лима Михайлович и ещё один тракторист из другого села, имя которого не сохранилось в народной памяти. В артели трудились бедные крестьяне села, более зажиточные продолжали вести единоличное хозяйство.
С 1923 года село находилось в составе Грязинской волости того же уезда. По переписи 1926 года в селе Грязинской волости Липецкого уезда было 562 двора (из них 559 дворов русских), 2836 жителей (1303 мужчины, 1533 женщины). По спискам сельскохозяйственного налога на 1928/1929 годы в селе, центре Песковатского сельсовета Избердеевского района Козловского округа ЦЧО, было 651 хозяйство и 3286 жителей. По данным 1932 года в селе Грязинского района ЦЧО проживало 2685 жителей. С 1934 года — в составе Грязинского района Воронежской области. 27 сентября 1937 года Песковатка была включена в Избердеевский район Тамбовской области.
В феврале 1930 года при участии председателя Песковатского сельского Совета Ольги Никитичны Никитиной, секретаря партийной ячейки села (откомандированного московского рабочего) Василия Филипповича Шарапова и нескольких активистов в Песковатке образовались колхозы «Ранняя зорька» (председатель Кокорев Андрей Иванович), «Пробуждение» (председатель Кукин Афанасий Афанасьевич), «Красное утро» (председатель Бессонов Иван Яковлевич). После резкой критики ускоренной коллективизации И. В. Сталиным в газете «Правда», крестьяне стало массово выходить из колхозов, по поводу чего в конце марта 1930 г. наше село посетил заведующий сельскохозяйственным отделом ЦК ВКП(б) Л. М. Каганович. 26 марта 1930 г. в шифрограмме И. В. Сталину из Россоши Лазарь Моисеевич сообщал: «В Козловском, Тамбовском округах общее положение остаётся прежнее. Выход из колхозов продолжается. Искривления и безобразия, допущенные особенно в Козловском округе, сейчас особенно сказываются. В результате борьбы с искривлениями и усилением работы, в ряде сел наступает перелом, например в Избердеевском районе село Песковатка — разобранных лошадей начинают приводить обратно…». 28 марта к Песковатскому сельсовету подошла толпа в 500 человек с требованием выдать семфонд и обобществленный инвентарь. Толпа была разогнана козловскими чекистами.
К началу войны число дворов в селе уменьшилось до 400. 1 февраля 1963 года, после объединения территорий Избердеевского и Шехманского районов, село оказалось в Петровском районе. Примерно тогда же село вошло в состав Крутовского сельсовета.
В 2023 году село передано из упразднённого Крутовского сельсовета в состав Петровского муниципального округа.

### История народного образования в селе
Первые образовательные учреждения в селе появились во второй половине XIX веке. В 1861 году местные священники Иван Аристов и Афанасий Горский открыли в своих домах церковно-приходскую школу, где обучали элементарной грамоте 22 мальчика. А 15 февраля 1876 года липецкое уездное земство и сельское общество открыли Песковатскую земскую школу. Первым учителем в ней стал сын местного диакона — Иван Епифанович Троицкий. В 1918 году земская школа была преобразована в трудовую школу I ступени, а в 1930 году на её базе был введен семилетний курс обучения. С 1940-х годов учреждение располагалось в комплексе зданий дома приказчика и мельничных амбаров купцов Сидоровых. В 1955 году Песковатская школа была преобразована в среднюю.
В 2008 году среднюю школу реорганизовали в начальную, которая вскоре была ликвидирована путем присоединения к Крутовской средней школе.

## Население
| 2002 | 2010 | 2021 |
| ---- | ---- | ---- |
| 422  | ↘326 | ↘166 |

По переписи 2002 года население села составляло 422 человека, русские (98 %). По переписи 2010 года — 326 человек (148 мужчин, 178 женщин). По переписи 2021 года в селе жило 166 человек, из них 162 русских, 1 белорус, 1 татарин, 1 украинец и 1 не указавший национальность.

## Инфраструктура
Действуют почтовое отделение, сельский клуб, фельдшерско-акушерский пункт и кладбище. Улицы села имеют в основном грунтовое покрытие. Село электрифицировано и газифицировано, есть водопровод протяжённостью 8 км.

## Улицы и порядки села
Первые поселения на территории современной Песковатки возникли в разных местах на правом берегу реки Матыры и по берегам речки Песковатки. Они положили начало нескольким улицам и порядкам.
- Большая дорога центральная и самая протяжённая улица села. Располагалась вдоль тракта из г. Усмань в г. Козлов (ныне ул. Советская). На этой улице находились лавки и трактиры, а также земское квартирование. Улица начиналась от паромной переправы через р. Матыру и мельничных амбаров липецких купцов Сидоровых, и заканчивалась у лога, протянувшегося от тракта до речки Песковатки.
- Козловка — улица возникла во второй половине XIX века как продолжение Большой дороги вдоль тракта в сторону г. Козлова (ныне ул. Советская).
- Загумёновка — улица, находившаяся «за гумнами» жителей Козловки. Изначально, с середины XVIII века, располагалась вдоль тракта из г. Липецк в г. Тамбов, который проходил по территории села Песковатка. Исчезла в 1950-х годах[25].
- Молодёжная — улица, возникшая в 1980х годах к северо-востоку от центра села, протянувшаяся вдоль бывшего сада местного священника А. М. Казьминского до бывшей Загумёновки.
- Нефедчев проулок — короткая улица вдоль бывшего выезда из песковатской больницы на большак Усмань-Козлов. Назван по имени Нефёда Кучина, чьи потомки заселили эту улицу.
- Заручей — улица вдоль правого берега речки Песковатки (ныне ул. Садовая). Со временем название речки стёрлось в народной памяти, её стали именовать просто «ручьём», а порядок за ней по отношению к центру села так и назвали «Заручей». Улица заселена с начала XIX века.
- Химкин порядок — улица на правом берегу речки Песковатки, протянувшаяся за гумнами жителей улицы Заручей (ныне ул. Садовая).
- Ураль — улица вдоль правого берега речки Песковатки, располагающаяся вдоль лога выше по течению относительно улицы Заручей (ныне ул. Садовая).
- Бугор — улица на правом берегу речки Песковатки, протянувшаяся вдоль склона, вдоль правого берега реки Матыры (ныне ул. Садовая).
- Чигла — улица на горе вдоль правого берега «залива Безымянного» до впадения его в реку Матыру (ныне ул. Набережная). По версии историка В. П. Загоровского, название «Чигла» восходит к тюркскому слову со значением влажная земля, сырое глинистое место[26].
- Базарная площадь — местность к юго-западу от церкви (ныне луг) в центре села, где в дореволюционные годы каждую среду собирался базар. К северо-востоку от храма располагался парк, на территории которого в 1900 годах находились земская школа и земская больница[27].
- Погореловка — улица на юго-восточной, южной и юго-западной сторонах Базарной площади (ныне ул. Набережная), выходящая огородами к правому крутому берегу реки Матыры и к Ниженке. Получила название после большого пожара 27 мая 1900 года, начавшегося с этого порядка и уничтожившего практически половину домов села.
- Угол — порядок, расположенный вдоль правого берега реки Матыры от Погореловки до Издоировой луки и в излучине реки (ныне ул. Набережная). Выходит огородами к Матыре.
- Ниженка — улица вдоль правого берега реки Матыры (ныне ул. Набережная) от Угла до Мельницы и амбаров братьев Сидоровых (в здании которых до 2008 года располагалась Песковатская средняя школа)[28].
- Ражин проулок — проулок, отделяющий Ниженку от бывшей территории мельничного двора и амбаров липецких купцов Сидоровых. Назван по фамилии крестьянина села Шехмани — Н. В. Ражина, проживавшего в конце XIX — начале XX века в крайнем доме на Ниженке. Ражин был плотником и в предреволюционные годы руководил работами по восстановлению земского моста через Матыру возле мельницы Сидоровых после его смыва в весеннее половодье[29].

## Известные уроженцы и земляки
- В селе провёл детство известный литератор XVIII века, художник, меценат, храмовый строитель, близкий друг Г. Р. Державина, Н. А. Львова, А. Н. Оленина Петр Лукич Вельяминов (1752—1805)[30].

- В 1891—1895 годах в песковатском храме служил священником Михаил Фёдорович Лачинов, который в 1912—1914 годах являлся членом IV Государственной Думы от Тамбовской губернии.
- В Песковатке родился Вячеслав Иванович Козлов (1940-2002) —  российский государственный деятель, Глава администрации Нарьян-Мара.